# Hormoaning
Hormoaning is een ep van de Amerikaanse grungeband Nirvana. Het kwam op 5 februari 1992 uit in alleen Australië en Japan, ter gelegenheid van Nirvana's toer door deze landen.  De ep bevat twee eigen nummers en vier covers.

## Tracklist
Alle muziek en teksten zijn geschreven door Kurt Cobain tenzij anders aangegeven.. 
| Nr. | Titel                              | Duur |
| --- | ---------------------------------- | ---- |
| 1.  | Turnaround (Devo cover)            | 2:21 |
| 2.  | Aneurysm                           | 4:49 |
| 3.  | D-7 (Wipers cover)                 | 3:47 |
| 4.  | Son of a Gun (The Vaselines cover) | 2:50 |
| 5.  | Even in His Youth                  | 3:07 |
| 6.  | Molly's Lips (The Vaselines cover) | 1:53 |

## Bezetting
- Kurt Cobain: zang, gitaar
- Krist Novoselic: basgitaar
- Dave Grohl: drums